# Prado del Rey
Prado del Rey es un municipio y localidad española de la provincia de Cádiz, en la comunidad autónoma de Andalucía. Cuenta con una población de 5667 habitantes (INE 2024). Se encuentra situada a una altitud de 440 metros y a 105 kilómetros de la capital de provincia, Cádiz. Se ubica en la ruta de los pueblos blancos entre las poblaciones de Arcos de la Frontera y El Bosque. 

## Historia
Se han hallado restos humanos que se remontan al Paleolítico pero los primeros documentos hablan de la ciudad romana de Iptuci, citada ya por Plinio el Viejo y civitas capaz de acuñar moneda propia. 
En la actualidad se conservan algunos lienzos de murallas, el cipo funerario en la fachada de la iglesia, y una lámina de cobre del Tratado de Hospitalidad entre la colonia de Ucubi (actual Espejo de Córdoba) y el municipio Iptuci.
Prado del Rey fue parte de la franja fronteriza con el Reino de Granada (esta frontera fue muy inestable), con lo que pasaba de unas manos a otras según las distintas refriegas.
En el término municipal, se ha hallado una muestra única de armamento cristiano, cuyo estilo se impuso en Al-Ándalus en los siglos XII y XIII, coexistiendo con otras armas de tradición musulmana. La espada, de doble filo, está guarnecida con un pomo esférico macizo coronado por un botón para la fijación de la empuñadura. El puño, dividido en cuatro sectores, alberga decoración epigráfica grabada. 
Tras el periodo árabe, Alfonso XI lo conquistó y quedó despoblado hasta que Carlos III lo refundó en 1768, con el plan de repoblación del sur de Andalucía del asistente de Sevilla Pablo de Olavide (aunque sin formar parte del plan de Nuevas Poblaciones de Andalucía y Sierra Morena). Sus tierras se repartieron entre 189 colonos procedentes de la serranía de Grazalema y Ronda.
Esta refundación le dio al pueblo su trazado en cuadrícula, similar al de las poblaciones de Hispanoamérica.
Durante los años de vigencia de la Segunda República Española Prado del Rey pasó a denominarse Prado Libre, recuperando su nombre anterior tras el golpe de Estado de 1936.

## Demografía
Prado del Rey cuenta con una población de 5667 habitantes (INE 2024).
| Gráfica de evolución demográfica de Prado del Rey entre 1842 y 2021                                                 |
| |
| Población de derecho según los censos de población del INE Población de hecho según los censos de población del INE |

#### Evolución demográfica reciente
Evolución demográfica reciente según los padrones municipales.
| Gráfica de evolución demográfica de Prado del Rey entre 2000 y 2023 |
|                                                                     |
| Población a 1 de enero según el padrón municipal del INE.           |

## Economía
La economía del municipio se basa en la agricultura, destacando sus vinos autóctonos pajaretes, la apicultura y la marroquinería.

### Evolución de la deuda viva municipal
| Gráfica de evolución de Deuda viva del Ayuntamiento de Prado del Rey entre 2008 y 2023                                |
| |
| Deuda viva del Ayuntamiento de Prado del Rey en miles de Euros según datos del Ministerio de Hacienda y Ad. Públicas. |

## Escudo
Descripción: Escudo cortado: 1.º, de azur, la cifra de Carlos III de oro; 2.º, de plata, dos ruedas de sable, de ocho radios, puestas en faja. Al timbre, corona real borbónica.
Significado: La Cifra de Carlos III, por ser este monarca el fundador del municipio, utilizado en los que fundó, y las ruedas, por ser este, el símbolo de la ciudad romana Iptuci, ubicada en el término municipal, que aparece grabado en sus monedas.

## Administración
| Periodo   | Nombre                       | Partido | Partido                                                     |
| --------- | ---------------------------- | ------- | ----------------------------------------------------------- |
| 1979-1983 | Diego Tamayo Castillo        |         | Unión de Centro Democrático (UCD)                           |
| 1983-1987 | Heliodoro Tamayo Gómez       |         | Partido Socialista Obrero Español (PSOE)                    |
| 1987-1991 | José Luis Mariscal Martín    |         | Centro Democrático y Social (CDS) - Unión Centrista Liberal |
| 1991-1995 | José Luis Mariscal Martín    |         | Centro Democrático y Social (CDS) - Unión Centrista Liberal |
| 1995-1999 | José Luis Mariscal Martín    |         | Centro Democrático y Social (CDS) - Unión Centrista Liberal |
| 1999-2003 | Fernando Pérez Castillo      |         | Partido Socialista Obrero Español (PSOE)                    |
| 2003-2007 | Fernando Pérez Castillo      |         | Partido Socialista Obrero Español (PSOE)                    |
| 2007-2011 | Fernando Pérez Castillo      |         | Partido Socialista Obrero Español (PSOE)                    |
| 2011-2015 | José Ramón Becerra Orellana  |         | Partido Popular (PP)                                        |
| 2015-2019 | José Ramón Becerra Orellana  |         | Partido Popular (PP)                                        |
| 2019-2023 | María Vanesa Beltrán Morales |         | Partido Popular (PP)                                        |
| 2023-act. | María Vanesa Beltrán Morales |         | Partido Popular (PP)                                        |

## Cultura

### Patrimonio

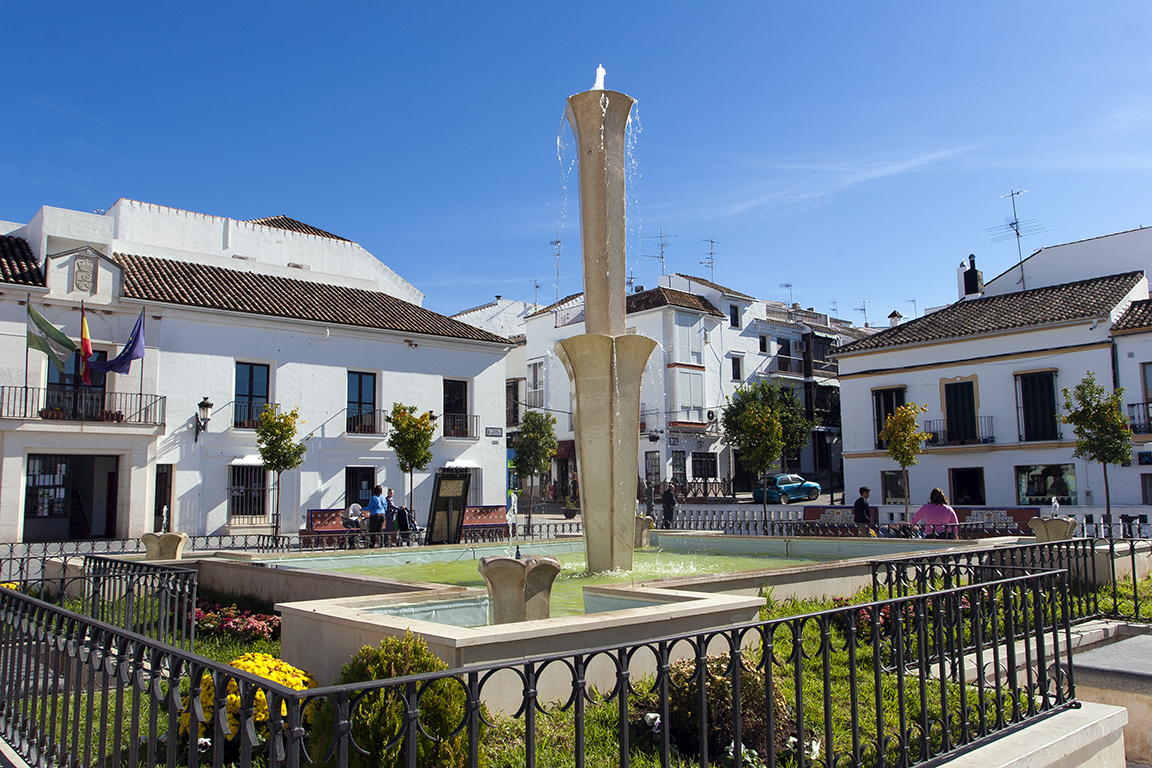
Plaza de la Constitución

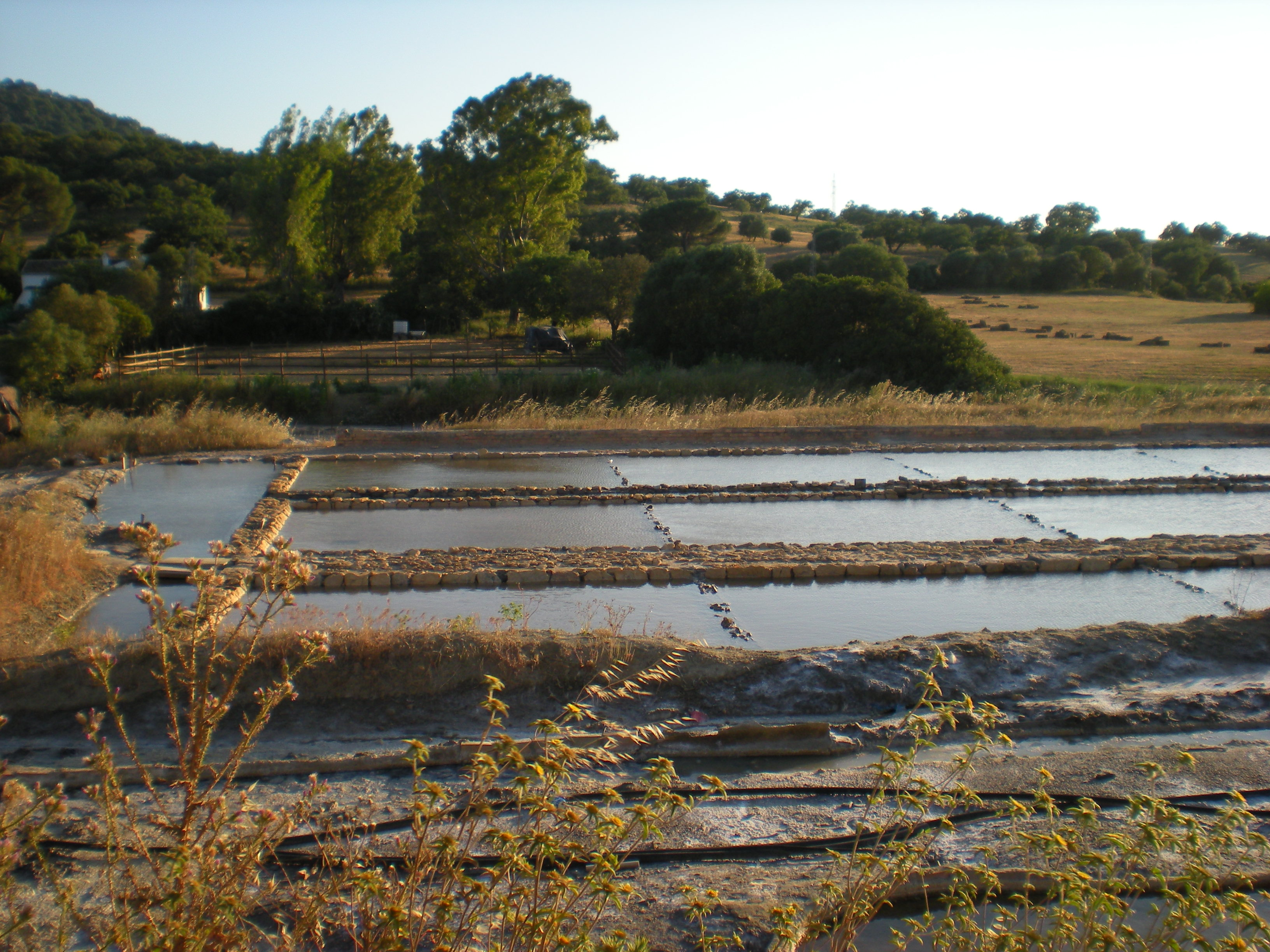
Salinas de Hortales

Dentro del casco urbano de Prado del Rey destacan edificios como:
- Pósito de Labradores, edificio del siglo XVIII que sirvió en su día para almacenar los cereales tras la cosecha.
- La iglesia parroquial de Nuestra Señora del Carmen, edificio neoclásico del siglo XIX que alberga la imagen de la Patrona.[7] Destaca el retablo mayor procedente de la iglesia de la Encarnación de Arcos de la Frontera.
- Centro de Interpretación Etnográfica de la Sierra de Cádiz.[8] Permite observar una pequeña colección de objetos arqueológicos hallados en la zona.[9]
- Iptuci, es una antigua ciudad romana que data del siglo II d. C.., llegando a acuñar moneda propia. Actualmente no es visitable al encontrarse los restos en una propiedad privada. Dentro del complejo encontramos las salinas de interior de Iptuci, las cuales se siguen explotando pudiendo visitarse esta zona del complejo.

Es destacable el planeamiento urbanístico del pueblo, con calles lineales y manzanas cuadriculadas, característica de las nuevas poblaciones carolinas. También encontramos diversas fuentes de agua de cierto valor etnográfico entre las cuales destacan las fuentes de Allá y la de Acá, y la fuente del Pilar.

### Fiestas
Dentro del calendario festivo destacan:
- Carnaval, en febrero o marzo,

- Semana Santa, en marzo o abril.
- Fiesta del Caballo, en marzo.
- Romería de San Isidro Labrador, en mayo.
- Corpus Christi, en junio.
- Velada de Nuestra Señora del Carmen, en julio.
- Concurso Nacional de Cante por Serranas, en agosto.
- Feria de Ganado, en septiembre.
- Feria de la Miel.[10]Cartel ganador del Concurso de Dibujo "José Mº Prados" donde se presenta la Feria de la Miel

Cartel ganador del Concurso de Dibujo "José Mº Prados" donde se presenta la Feria de la Miel

También viene siendo popular recibir el Año Nuevo en la plaza de la Constitución, disfrazado y comiendo las tradicionales doce uvas al son de las campanadas.

#### Feria de la Miel[11]
La Feria de la Miel es un certamen celebrado anualmente, generalmente, a finales de octubre o noviembre en esta localidad. El evento cuenta con la participación económica de la Diputación de Cádiz. Y la participación de la Junta de Andalucía, la Asociación Apícola Sierra de Cádiz y la Asociación Apicultura De Andalucía.
El evento se suele desarrollar en la carpa expositora, ubicada en el Parque Blas Infante, donde alrededor de 30 empresas participan dando a conocer sus productos y maquinarias. Además, se suelen celebrar concursos gastronómicos, como catas, concursos de cocinas; conferencias, atracciones, concursos de dibujo o un mercado.

### Gastronomía

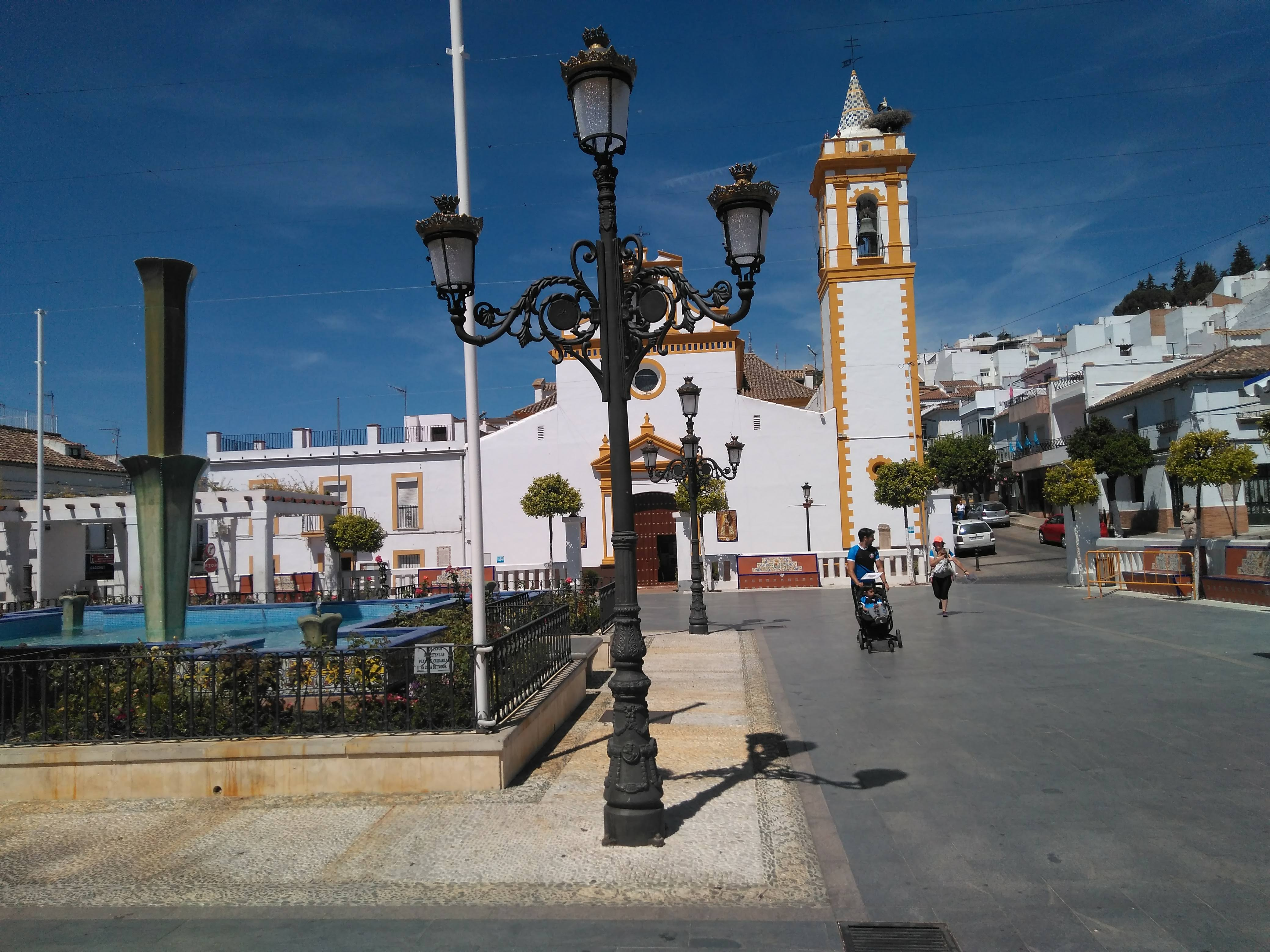
Parroquia del Carmen en Prado del Rey

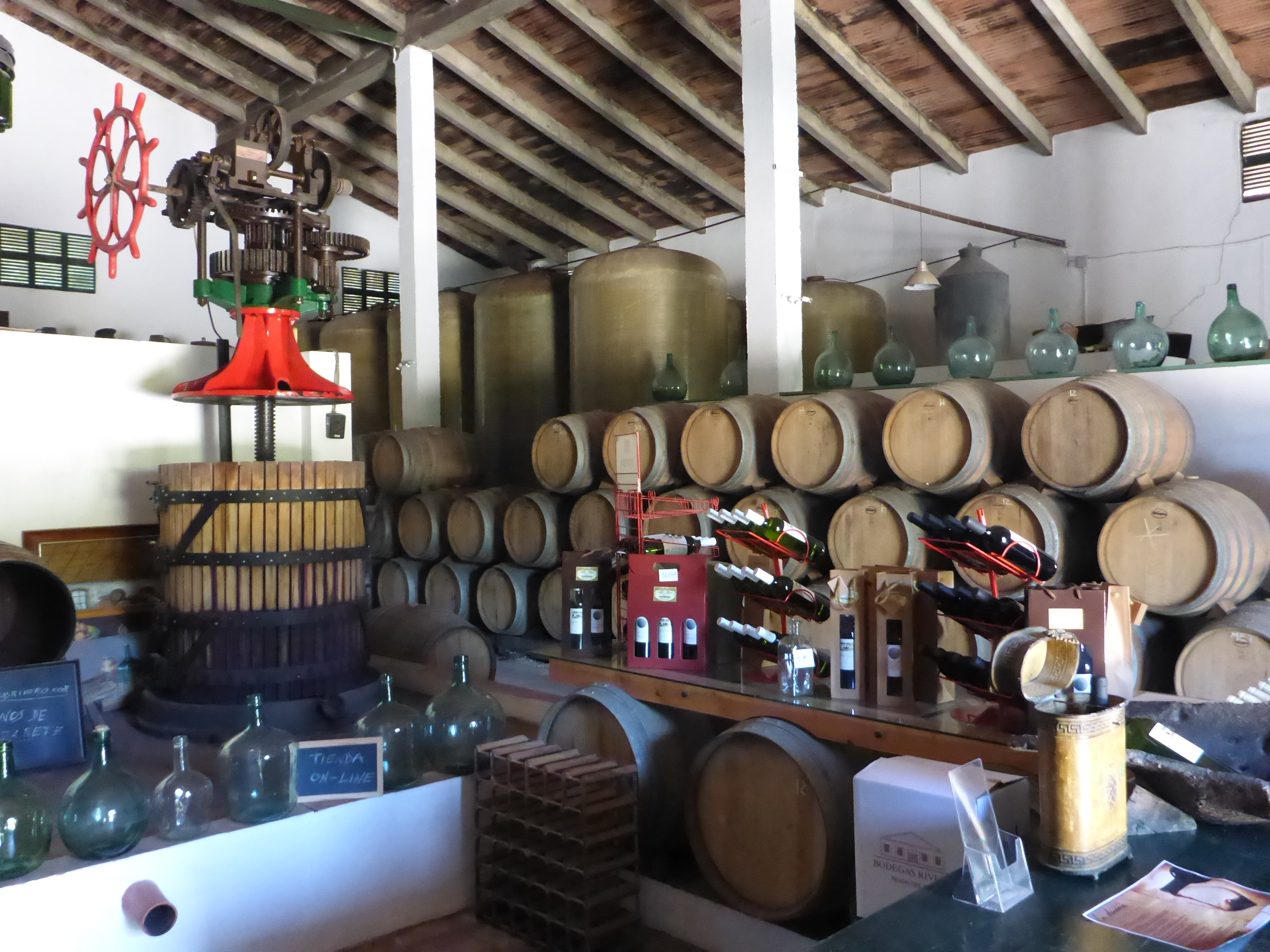
Bodegas de vino de Pajarete

Destacan productos como la miel y las chacinas. Diversas bodegas en la población crían su afamado vino de Pajarete y el mosto colorao. A su vez se pueden degustar platos como:
- Guiso de patatas
- Atún encebollado
- Guiso de habas.
- Cocido de tagarninas.

## Deporte
El equipo de fútbol: Unión Deportiva Juventud data de 1959.